# Centrul Internațional de Formare Europeană
Centrul Internațional de Formare Europeană (CIFE) este o instituție internațională neguvernamentală cu statut consultativ pe lîngă Consiliul Europei. A fost fondat în 1954 de filosoful și gînditorul politic francez Alexandre Marc. Sediul central este la Nisa. Are secții naționale în mai multe țări-membre ale Consiliului Europei. Scopul CIFE este propagarea ideii unității europene, organizînd în diverse țări de pe continent seminare, conferințe, școli de vară, cursuri serale. Editează revista trimestrială Europe en formation, considerată o porta-voce a mișcării federaliste europene. Este parte componentă a Mișcării Europene. Președinte al Consiliului CIFE este Herman Van Rompuy. 